# Soconusco

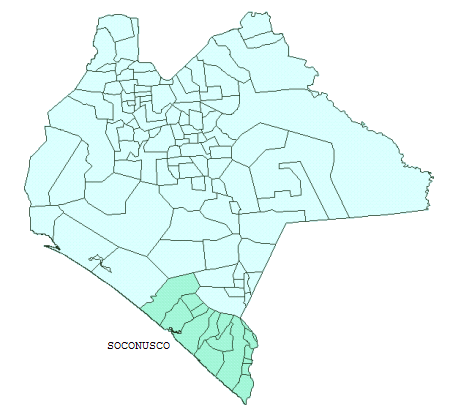
Soconusco

De Soconusco is een gebied in het uiterste zuiden van Mexico. Het gebied bestaat uit een kustvlakte en de zuidelijke rij bergen van de Sierra Madre van Chiapas.
De naam komt van het nahuatl Xoconochco, wat plaats van de xoconochtli (een cactussoort) betekent. Het werd door de Azteken veroverd vanwege de rijkdom aan cacao. Tijdens de koloniale periode was de Soconusco onderdeel van de provincie Guatemala. In 1824 werd het bij de staat Chiapas, die twijfelde tussen aansluiting bij Mexico of bij de Verenigde Staten van Centraal-Amerika, gevoegd. Op 18 september werd per referendum beslist dat Chiapas bij Mexico ging horen. De bevolking van de Soconusco was het hier niet mee eens, en scheidde zich af als "neutraal territorium". Enige decennia lang werd het gebied betwist tussen Mexico en Guatemala. Mexico trok uiteindelijk aan het langste eind, in 1842 werd het weer bij Chiapas gevoegd en geannexeerd. Het duurde echter tot 1895 tot dat door Guatemala werd erkend.
Tegenwoordig is de Soconusco een belangrijke koffieproducent. Tapachula is de onofficiële hoofdstad van de streek.